# 田堵
田堵（たと）は、日本の平安時代に荘園・国衙領の田地経営をおこなった有力百姓層を指す。経営規模に応じて、大名田堵（だいみょうたと）や小名田堵（しょうみょうたと）などと呼ばれた。初期の文書では田刀、田頭とも言う。田堵の堵は、垣を意味する。
また、「田刀」を「田刀禰」の略とみて、元は国司・郡司の下にいて田地の境界画定や勧農を担った刀禰を指していたとする見方もある。

## 概要
9世紀〜10世紀ごろに律令制の解体が進展していくなかで、直接納税を請け負う立場にあったのが田堵である。初期における「田刀」は後世の田堵とやや性格を異にし、荘園の職掌の1つとしての性格が強く、荘園の土地を預作をすると同時に自らの私宅（穀物の貯蔵庫にもなり得る）と治田（開墾地）を有していた。田刀は院宮王臣家や寺社に私宅と治田を寄進して田刀の身分を手に入れて国衙からの租税を逃れようとした。なお延喜の荘園整理令制定の目的の1つにはこうした田刀の行動を規制することも含まれていた。10世紀後半の王朝国家確立とともに国衙による賦課主体としての田刀の把握が進み、この時期から代わりに「田堵」の字が用いられるようになる。「田堵」の初見は永延2年（988年）の「尾張国郡司百姓等解」である。
田堵には、古来の郡司一族に出自する在地豪族や、土着国司などの退官した律令官人を出自とする者もいて、蓄積した富をもって、墾田開発・田地経営などの営田活動を進めたり、他の百姓への私出挙を行った。また在地豪族は律令制下でも一定の武力を保有していた。
そして、まず国衙領において、公田から名田への再編成が行われると、田堵が名田経営を請け負う主体に位置づけられるようになる。さらに、荘園にも名田化が波及すると、荘園内の名田経営も田堵が請け負うようになった。こうして田堵は、荘園・公領経営に深く携わるようになっていき、荘官や名主の地位を得るのである。田堵は、荘園公領制の成立に非常に大きな役割を果たしたといえる。
11世紀に成立した『新猿楽記』という世相を映し出した書物には、「出羽権介の田中豊益は、農業経営を専門とし、数町の田地を経営する大名田堵である。ひでりに備えて、農具や用水の整備にいそしんで農民の育成にあたり、種播期には農民の作業をうまく指揮する。」という内容の記載があり、田堵の実情をよく知ることができる。